# Cryptochirus
Cryptochirus is een geslacht van kreeftachtigen uit de klasse van de Malacostraca (hogere kreeftachtigen).

## Soorten
- Cryptochirus coralliodytes Heller, 1861
- Cryptochirus planus (Takeda & Tamura, 1983)